# Aiquile
Aiquile est une petite ville du département de Cochabamba, en Bolivie, et le chef-lieu de la province de Narciso Campero. Elle est située à 139 km au sud-est de Cochabamba et à 96 km au nord de Sucre. Sa population s'élevait à 7 381 habitants en 2001.

## Géographie
Aiquile se trouve à la limite de la province de Carrasco de ce même département et située au nord, et des départements de Chuquisaca et de Potosí, situés au sud. Par la route, la ville se trouve à 217 km de Cochabamba. Son altitude est de 2 258 m. Le municipe a une superficie de 2 652 km2, ce qui représente 47,78 % de la superficie totale de la province.

## Population
La population d'Aiquile s'élevait à 26 281 habitants selon le recensement de 2001, la zone urbaine d'Aiquile n'en comptant que 7 381.

## Artisanat

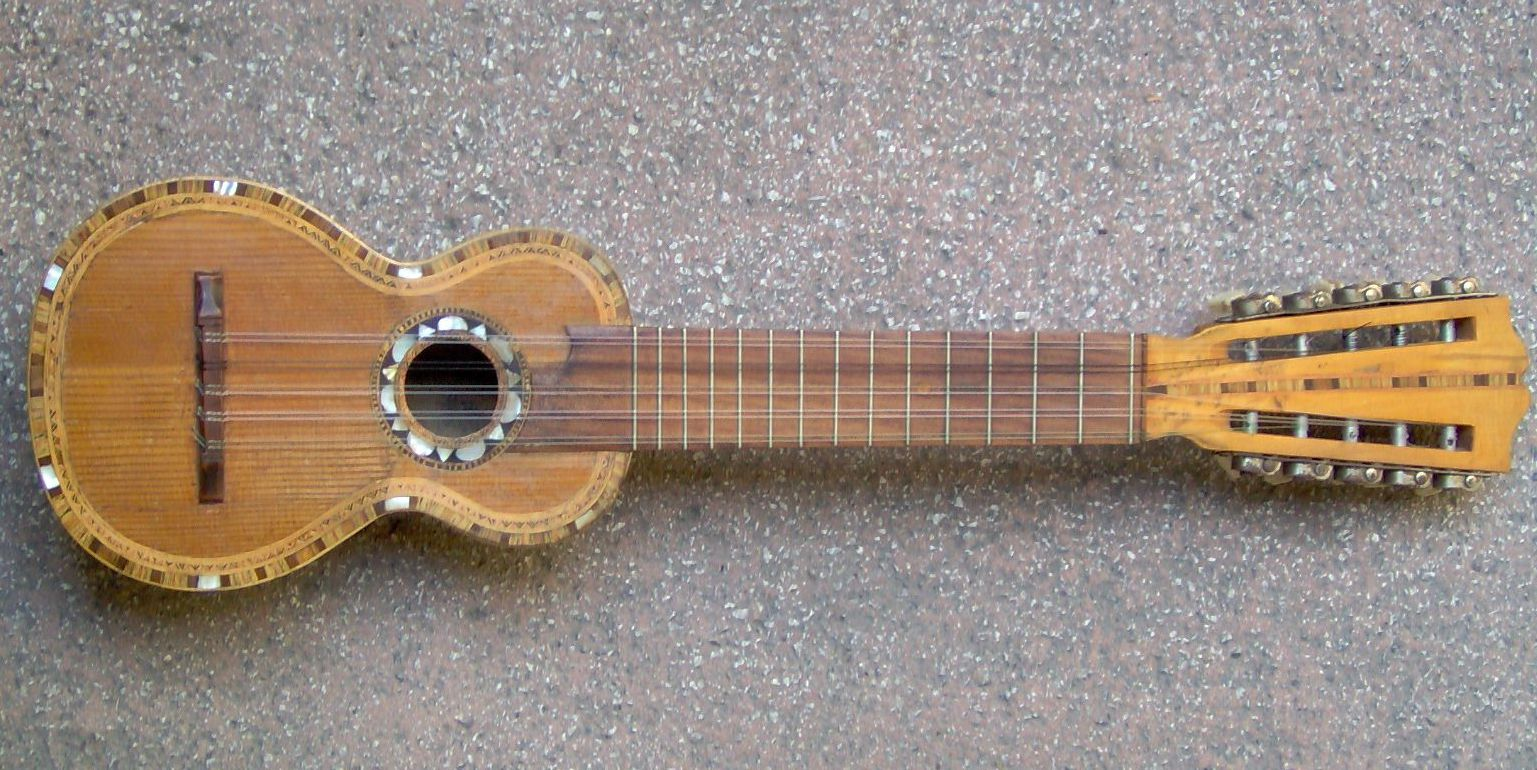
Le charango, instrument national de la Bolivie

La population est principalement quechua et a la réputation de fabriquer les meilleurs charangos du pays.

## Communications
La ville est située en plein cœur du pays et est un carrefour important, aussi bien ferroviaire que routier.

## Évêché
La ville est une des deux prélatures Nullius de l'Église catholique romaine de Bolivie.